# Năng lượng hạt nhân tại Nhật Bản
Năm 1954, Nhật Bản chi ngân sách mức 230 triệu yên cho năng lượng hạt nhân, đánh dấu sự khởi đầu của chương trình năng lượng hạt nhân. Luật Năng lượng nguyên tử cơ bản hạn chế hoạt động này trong mục đích hòa bình.
Các lò phản ứng hạt nhân đầu tiên ở Nhật Bản do công ty GEC của Vương quốc Anh xây dựng. Trong thập niên 1970, các lò phản ứng nước nhẹ đầu tiên được xây dựng với sự hợp tác với các công ty Hoa Kỳ. Các nhà máy này đã được mua từ các nhà cung cấp Mỹ như General Electric hoặc Westinghouse với công tác xây lắp thực hiện bởi các công ty Nhật Bản, các công ty Nhật Bản nhận được một giấy phép tự thiết kế xây dựng nhà máy tương tự. Sự phát triển các nhà máy điện hạt nhân kể từ thời gian đó đã có những đóng góp từ các công ty Nhật Bản và các viện nghiên cứu ở cấp độ tương tự như những đơn vị sử dụng lớn điện hạt nhân.
Từ năm 1973, năng lượng hạt nhân là một ưu tiên chiến lược quốc gia tại Nhật Bản, vốn là quốc gia phụ thuộc nhiều vào nguồn nhiên liệu nhập khẩu, với số lượng nhiên liệu nhập khẩu chiếm 61% trong tổng số nhiên liệu sử dụng cho sản xuất năng lượng. Trong năm 2008, Nhật Bản đã đưa vào vận hành 7 lò phản ứng hạt nhân mới (3 nhà máy nằm trên đảo Honshū, và mỗi một nhà máy lần lượt tọa lạc ở Hokkaido, Kyushu, Shikoku, và Tanegashima). Trước khi xảy ra sự cố nhà máy điện hạt nhân tại Nhật Bản năm 2011 vào tháng 3 năm 2011, Nhật Bản là quốc gia có số nhà máy điện hạt nhân lớn thứ 3 trên thế giới với 55 lò phản ứng hạt nhân.
Ngành công nghiệp hạt nhân Nhật Bản không phải lâm vào tình trạng khó khăn do chịu ảnh hưởng của các tai nạn Three Mile Island (TMI) hoặc thảm họa Chernobyl như một số nước khác. Việc xây dựng nhà máy mới tiếp tục được mạnh mẽ trong suốt thập niên 1980 và thập niên 1990, và cho đến ngày nay.
Sau một đợt động đất và sóng thần nghiêm trọng, và sự cố hỏng hóc hệ thống làm mát nhà máy điện hạt nhân Fukushima I vào ngày 11 tháng 3 năm 2011, Nhật Bản đã tuyên bố tình trạng khẩn cấp hạt nhân. Đây là lần đầu tiên tình trạng khẩn cấp hạt nhân đã được tuyên bố tại Nhật Bản, có 140.000 người dân trong phạm vi 20 km của nhà máy đã được sơ tán. Lượng bức xạ phát ra không rõ ràng, và cuộc khủng hoảng vẫn còn đang tiếp diễn. 

## Các nhà máy
- Nhà máy điện hạt nhân Fukushima Daiichi (6 lò phản ứng nước sôi), ngừng hoạt động sau vụ sự cố hạt nhân nhà máy điện Fukushima
- Nhà máy điện hạt nhân Fukushima Daini (4 lò phản ứng nước sôi)
- Nhà máy điện hạt nhân Genkai (4 lò phản ứng nước áp lực)
- Nhà máy điện hạt nhân Hamaoka (5 lò phản ứng nước sôi)
- Nhà máy điện hạt nhân Higashidori (1 lò phản ứng nước sôi)
- Nhà máy điện hạt nhân Ikata (3 lò phản ứng nước áp lực)
- Nhà máy điện hạt nhân Kashiwazaki-Kariwa (7 lò phản ứng nước sôi)
- Nhà máy điện hạt nhân Mihama (3 lò phản ứng nước áp lực)
- Nhà máy điện hạt nhân Ohi (4 lò phản ứng nước áp lực)
- Nhà máy điện hạt nhân Onagawa (3 lò phản ứng nước sôi)
- Nhà máy điện hạt nhân Sendai, (2 lò phản ứng nước áp lực)
- Nhà máy điện hạt nhân Shika (2 lò phản ứng nước sôi)
- Nhà máy điện hạt nhân Shimane (2 lò phản ứng nước sôi)
- Nhà máy điện hạt nhân Takahama, (4 lò phản ứng nước áp lực)
- Nhà máy điện hạt nhân Tōkai,
  - Tōkai-I (ngưng)
  - Tōkai-II (lò phản ứng nước sôi)
- Nhà máy điện hạt nhân Tomari (2 lò phản ứng nước áp lực)
- Nhà máy điện hạt nhân Tsuruga
  - Tsuruga-1 (lò phản ứng nước sôi)
  - Tsuruga-2 (lò phản ứng nước áp lực)